# Lotus 12
Chronologie des modèles (1958-1959)
aucun Lotus 16
La Lotus 12 est une monoplace de Formule 2 qui est également utilisée en Formule 1 pour les débuts de Lotus dans cette discipline.
La Lotus 12 est utilisée en Grands Prix de Formule 1 avec un moteur 4 cylindres Coventry Climax FPF de 1 960 cm3 ou réalésé à 2 207 cm3 développant environ 200 ch et en F2 avec le même type de moteur en configuration 1 475 cm3. Le moteur est disposé à l'avant de la voiture.
En course, la monoplace britannique permet à Cliff Allison de terminer quatrième du Grand Prix de Grande-Bretagne 1958 et de remporter le BRDC International Trophy 1958 dans la catégorie Formule 2. C'est au volant de cette voiture que Graham Hill fait ses débuts en Formule 1, mais le Britannique ne termine aucune course lors de cette saison. En 1959, la Lotus 12 est engagée au Grand Prix de Grande-Bretagne, avec à son volant le Britannique Dennis Taylor, mais ne réalisant aucun temps lors des qualifications, il ne peut participer à la course.
Elle est remplacée par la Lotus 16, elle aussi à moteur avant.

## Résultats complets en championnat du monde

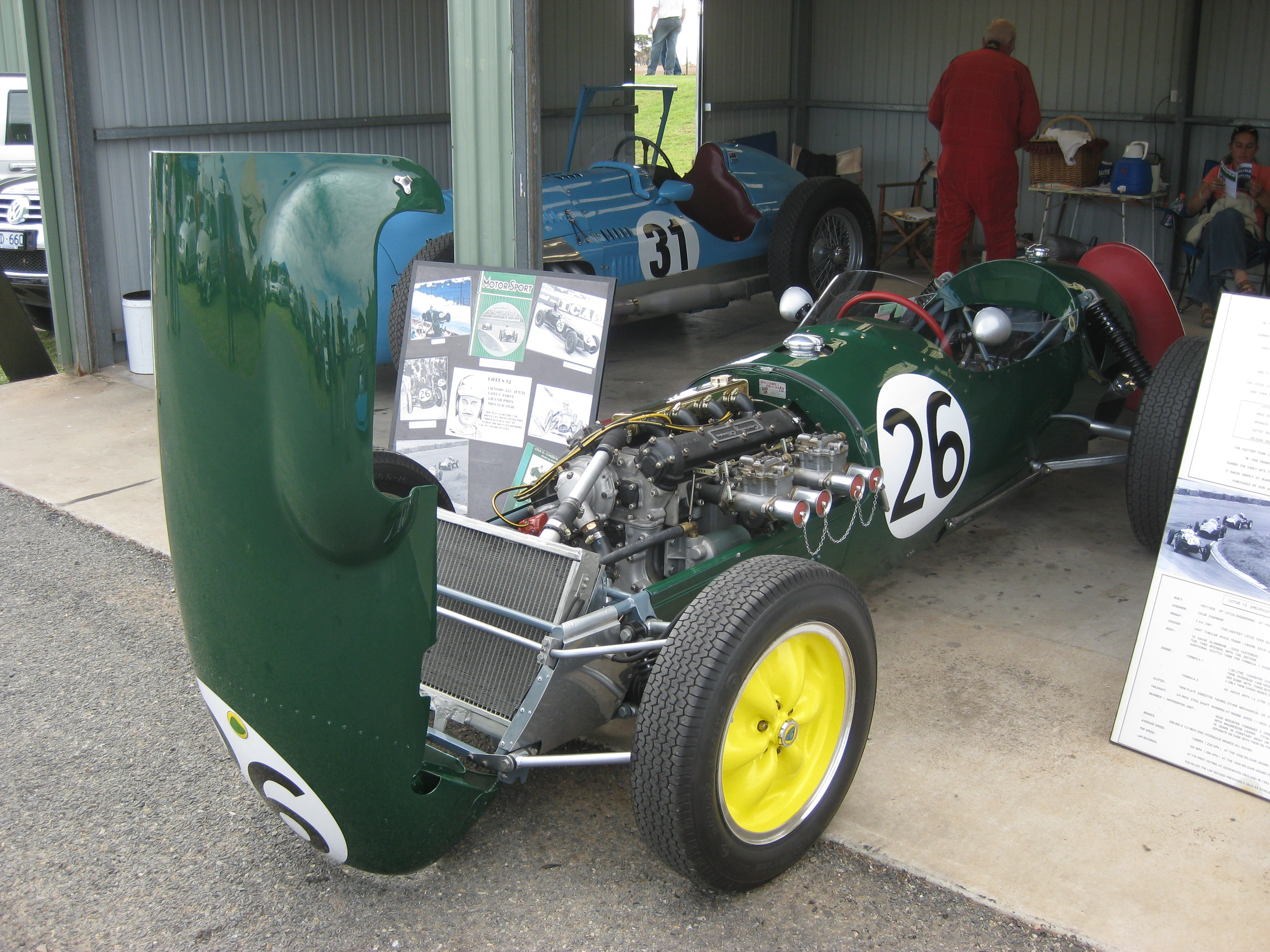
La Lotus 102 au Mallala Motor Park Sport en 2010.

| Saison | Écurie     | Moteur                  | Pneus  | Pilote        | 1   | 2    | 3    | 4   | 5    | 6    | 7    | 8   | 9   | 10  | 11  | Points inscrits | Classement |
| ------ | ---------- | ----------------------- | ------ | ------------- | --- | ---- | ---- | --- | ---- | ---- | ---- | --- | --- | --- | --- | --------------- | ---------- |
| 1958   | Team Lotus | Coventry Climax FPF 2.0 | Dunlop |               | ARG | MON  | NLD  | USA | BEL  | FRA  | GBR  | ALL | POR | ITA | MAR | 3               | 6e         |
| 1958   | Team Lotus | Coventry Climax FPF 2.0 | Dunlop | Cliff Allison |     | 6    | 6    |     | 4    | Abd. | Abd. |     |     | 7   | 10  | 3               | 6e         |
| 1958   | Team Lotus | Coventry Climax FPF 2.0 | Dunlop | Graham Hill   |     | Abd. | Abd. |     | Abd. |      |      |     |     |     |     | 3               | 6e         |
| Saison | Écurie     | Moteur                  | Pneus  | Pilote        | 1   | 2    | 3    | 4   | 5    | 6    | 7    | 8   | 9   |     |     | Points inscrits | Classement |
| 1959   | Privé      | Coventry Climax FPF 2.0 | Dunlop |               | MON | IND  | NLD  | FRA | GBR  | ALL  | POR  | ITA | USA |     |     | 0               | NC         |
| 1959   | Privé      | Coventry Climax FPF 2.0 | Dunlop | Dennis Taylor |     |      |      |     | NQ   |      |      |     |     |     |     | 0               | NC         |

Légende : ici 